# Disterigma panamense
Disterigma panamense är en ljungväxtart som beskrevs av Paul Carpenter Standley. Disterigma panamense ingår i släktet Disterigma och familjen ljungväxter. Inga underarter finns listade i Catalogue of Life.